# Boarmia notaticosta
Boarmia notaticosta är en fjärilsart som beskrevs av Louis Beethoven Prout 1929. Boarmia notaticosta ingår i släktet Boarmia och familjen mätare. Inga underarter finns listade i Catalogue of Life.